# Jan (książę Östergötland)

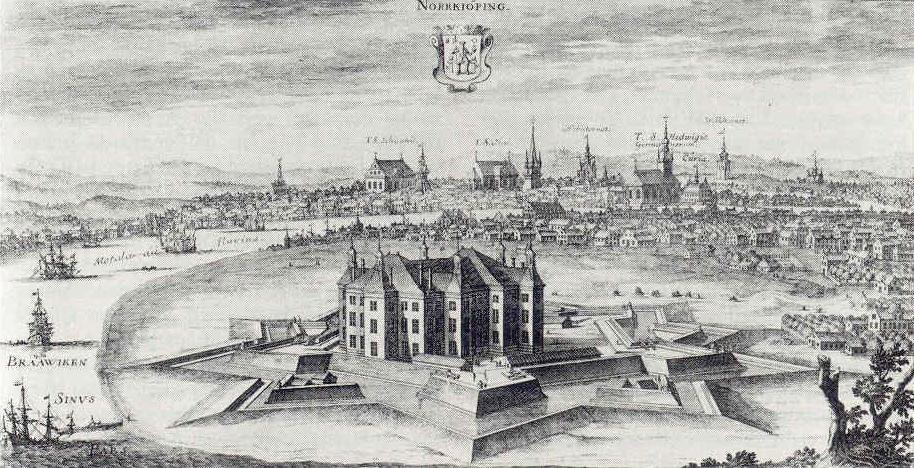
Norrköping około 1700 roku według ryciny z cyklu Suecia Antiqua et Hodierna Erika Dahlbergha – na pierwszym planie zamek księcia, Johannisborg, a za nim panorama miasta

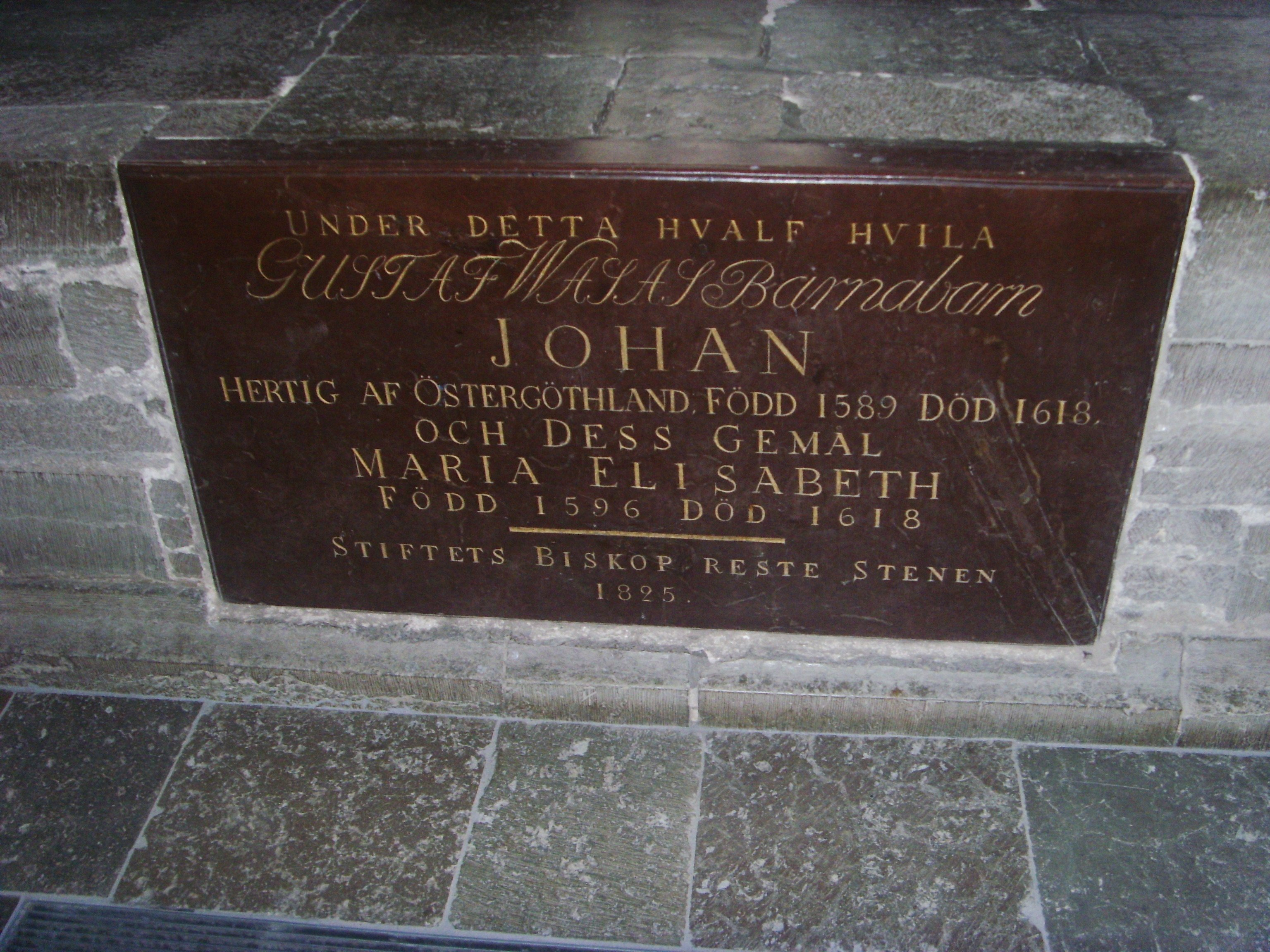
Grobowiec księcia Jana i jego małżonki w katedrze w Linköping

Jan (ur. 18 kwietnia 1589 na zamku w Uppsali, zm. 5 marca 1618 na zamku w Bråborg) – książę Östergötland, książę Finlandii (1590–1606), młodszy z dwóch synów króla Szwecji Jana III i jedyne dziecko z jego małżeństwa z królową Gunillą Bielke.

## Życiorys
W rok po urodzeniu Jan został mianowany przez ojca księciem Finlandii i grafem Wysp Alandzkich i Bråborg w Östergötland. Na przełomie XVI i XVII wieku był zamieszany w spór dotyczący sukcesji tronu szwedzkiego.
Kiedy w roku 1604 na posiedzeniu Riksdagu w Norrköping Jan zrzekł się praw do tronu na rzecz księcia Karola, otrzymał od tego ostatniego tytuł księcia dziedzicznego Östergotland. W jego władaniu znalazł się (po kilku korektach) cały Östergötland oraz powiaty Kinda i Ydre w Smalandii, Sundbo w Närke i Kåkind w Västergötland. W 1611 dodano cztery kolejne powiaty Västergötland. W liście donacyjnym Karola IX z 1609 roku książę Jan otrzymał jako władca mocną pozycję – księstwo zostało przekazane jemu i jego męskim potomkom jako "prawowita własność"; przyznana mu też została duchowa i świecka jurysdykcja, prawo mianowania m.in. biskupów i sędziów, prawo bicia monety ze swym wizerunkiem, a także pobór podatków i opłat, ceł, środków pochodzących z grzywien, itp. Oprócz tego Jan był dowódcą wojsk w swoim księstwie. Objęcie w 1611 roku tronu szwedzkiego przez Gustawa II Adolfa okazało się początkowo korzystne dla księcia Jana. Nowy władca obdarzył go przyjaźnią i zaufaniem, co uwidoczniło się podczas wojny kalmarskiej (1611–1613), podczas której Jan wykazał się talentem dowódczym, a następnie podczas wojny rosyjsko-szwedzkiej, gdy król w roku 1615, przed udaniem się na wyprawę wojenną, mianował go dowódcą wojsk, które pozostały w kraju. W kolejnych latach stosunki między Janem a Gustawem Adolfem uległy jednak ochłodzeniu w związku z wojną polsko-szwedzką i zabiegami króla Zygmunta III Wazy o odzyskanie tronu szwedzkiego. Zwolennicy Zygmunta starali się pozyskać dla swoich zamiarów pomoc księcia Jana, który jednak okazał się lojalny wobec Gustawa Adolfa, mimo iż był przez niego podejrzewany.
Książę Jan miał zadatki na dobrego władcę. Otrzymał staranne wychowanie. Znał języki obce, zwłaszcza niemiecki. Żywo interesował się kulturą, wspierał podróże studenckie, otaczał się uczonymi i był zapalonym kolekcjonerem sztuki. Zbudował w swym księstwie administrację i sądownictwo. Szczególną uwagę poświęcił rozwojowi handlu. Przedmiotem swych intensywnych starań uczynił Norrköping, który miał się stać reprezentacyjną stolicą jego księstwa. Książę wydał dyspozycje odnośnie do planów miasta i jego architektury, udzielił mu przywilejów, stymulował osadnictwo. Podczas jego rządów w mieście osiedliło się wielu zagranicznych kupców. Książę założył też fabrykę broni w mieście i zbudował na jego obrzeżach twierdzę Johannisborg, która miała stać się jego rezydencją. Jednak rozrzutność księcia Jana, jeśli chodzi o utrzymanie dworu i finansowanie działalności budowlanej doprowadziły do kryzysu ekonomicznego w Östergötland. Zwykle podatki nie wystarczały na pokrycie rosnących wydatków, a wprowadzone podatki dodatkowe stały w sprzeczności z rozporządzeniami listu donacyjnego. Książę miał oprócz tego kłopoty ze zdrowiem. Już w młodym wieku przechodził ciężkie ataki choroby, która ostatecznie miała stać się przyczyną jego śmierci.
29 listopada 1612 roku książę Jan zawarł związek małżeński z Marią Elżbietą, córką Karola IX. Związek ten okazał się nieszczęśliwy, a małżonkowie nie doczekali się potomstwa. Nieudane małżeństwo pogorszyło stan zdrowia księcia. Maria Elżbieta była, podobnie jak on, wątłego zdrowia, a po kilku latach małżeństwa okazało się, że jest chora psychicznie.
Książę Jan zmarł 5 marca 1618 roku w twierdzy Bråborg, a Maria Elżbieta zmarła pięć miesięcy po nim. Ponieważ oboje nie mieli dzieci, księstwo Östergötland powróciło do korony szwedzkiej.